# Rodney van Buizen
Rodney van Buizen, född den 25 september 1980 i Mona Vale i Australien, är en australisk professionell basebollspelare som tog silver vid olympiska sommarspelen 2004 i Aten. Han deltog även vid olympiska sommarspelen 2000 i Sydney.
van Buizen spelade 1999-2004 i Los Angeles Dodgers farmarklubbssystem.
van Buizen representerade Australien i World Baseball Classic 2006. Han spelade en match och hade inga hits på två at bats.